# Franck Chambily
Franck Chambily est un judoka français né le 3 septembre 1970 à Longjumeau.

## Biographie
Il est médaillé d'argent aux Jeux méditerranéens de 1993 à Perpignan et médaillé de bronze aux Championnats d'Europe de judo 1994 et 1996 en catégorie des moins de 60 kg.
Chambily est champion de France des – 60 kg en 1998 et médaillé de bronze dans la même catégorie en 1992, 1995 et 2001.
Il est l'entraîneur de Teddy Riner depuis 2002.

## Palmarès

### International
| Année | Tournoi                           | Lieu      | Résultat | Catégorie      |
| ----- | --------------------------------- | --------- | -------- | -------------- |
| 1993  | Jeux méditerranéens               | Perpignan | 2e       | Moins de 60 kg |
| 1994  | Championnats d'Europe élites      | Gdańsk    | 3e       | Moins de 60 kg |
| 1994  | Championnats d'Europe par équipes | La Haye   | 3e       | Moins de 60 kg |
| 1996  | Championnats d'Europe élites      | La Haye   | 3e       | Moins de 60 kg |
| 1997  | Championnats d'Europe par équipes | Rome      | 2e       | Moins de 60 kg |

### National
| Année | Tournoi                       | Résultat | Catégorie      |
| ----- | ----------------------------- | -------- | -------------- |
| 1992  | Championnats de France élites | 3e       | Moins de 60 kg |
| 1995  | Championnats de France élites | 3e       | Moins de 60 kg |
| 1998  | Championnats de France élites | 1er      | Moins de 60 kg |
| 2001  | Championnats de France élites | 3e       | Moins de 60 kg |